# Jilguero del Huascarán
Ernesto Samuel Sánchez Fajardo (Bambas, 7 de noviembre de 1928 - Lima, 23 de diciembre de 1988) fue un cantante peruano de música andina, más conocido con el seudónimo de "El Jilguero del Huascarán".

## Biografía
Ernesto Samuel Sánchez Fajardo nació en el distrito de Bambas, en la provincia de Corongo, en el departamento de Áncash, el 7 de noviembre de 1928.
Sus progenitores fueron Emilio Sánchez Roldán y Salvadora Fajardo de Sánchez, humildes agricultores. Sus años de infancia transcurrieron bajo el influjo del paisaje andino del pueblo de Bambas. Era todavía un niño cuando emigra a Lima y, como miles de provincianos, tuvo que soportar la miseria y el hambre de la excluyente capital.

### Trayectoria musical
Fue en el año 1942 cuando inició su carrera artística. Se abrió paso en diversas compañías de arte folclórico, como la "Compañía Ollanta" de Ayacucho, "Hatun Ancash" y "Catalina Huanca" de Junín, y "Tahuantinsuyo" y "Sumac Ticka" del Cuzco. Esta última era dirigida por la soprano Luz Gálvez, y fue ella quien lo bautizó el día de su debut como solista con el seudónimo de "El Jilguero del Huascarán". Luego vendrían las presentaciones y el camino a la consagración. En 1949 participa en el Festival de San Juan de Amancaes, actividad cultural promovida por la Municipalidad del Rímac, donde recibe diploma de honor y medalla de oro al primer puesto, en mérito a su destacada interpretación, presentación y vestuario típico.
Grabó sus primeros discos de 45 con otro cantante de su tierra, Jacinto Palacios, por iniciativa del escritor José María Arguedas, a fines de la década del 40. Su leyenda crecería en los coliseos. Arguedas lo iba a ver y lo admiraba: "El Coliseo todo es dominado por la voz, por la intención ardiente, siempre ardiente y sincera con que la bellísima voz del Jilguero trae al ambiente, ya estremecido, la imagen del mundo cíclopeo pero no tan adusto, no tan bravío del Callejón de Huaylas...".
En la década del 50, El Jilguero del Huascarán llegó a la radio y al disco y, por fin conoció el éxito. Por entonces los artistas andinos apenas rozaban la popularidad, pero el fenómeno crecía. A la par del Jilguero, también empezaban a sonar de manera constante Jaime Guardia y la Lira Paucina, Pastorita Huaracina, Wara Wara, entre otros. El Jilguero del Huascarán fue el primer artista folclórico que grabó un long-play como solista y el primero en obtener un disco de oro en 1960 con el tema "Marujita", acaso su canción más recordada. Sus canciones hablaban de amor, de desengaño, de desarraigo, de despecho, pero también de injusticia y de protesta contra la opresión. Fue en ese en que su popularidad ya había traspasado fronteras, lo que lo llevaron a realizar giras artísticas en La Paz en Bolivia y Santiago de Chile.
A fines de los años 60 tuvo un programa de radio, "El Cantar de los Andes" y desde allí lideró una movilización por la creación de una universidad en Áncash, algo que se logró años después. Por esta época también se dedicó a organizar a los artistas. Fue fundador y secretario general del Sindicato de Artistas Folklóricos del Perú y presidente de la Federación Nacional Folklórica del Perú. Entre los años 60 y 70 hizo mucha labor social. Llevaba ayuda a las cárceles, daba conciertos en provincias, tenía contacto con sindicatos y estudiantes. Tenía arraigo entre la gente del pueblo.
Trascendental fue su participación como representante de los artistas folclóricos a nivel nacional, en la Comisión de 1970 encargada de proponer la primera legislación y reglamentación de espectáculos en el Perú, que incluía cine, radio, televisión, hípica, tauromaquia, deporte, arte y folclore. En el año de 1972 conformó la Comisión para la elaboración del DL n.° 19479 la primera "Ley del Artista"; ese mismo año forma parte de la Comisión de elaboración del reglamento de derechos sociales del artista nacional. Debido a toda esta actividad por el bien social, no resultó extraño que fuera elegido miembro de la Asamblea Constituyente en 1978, donde se redactó la Constitución peruana de 1979.

## Producción musical

### Discografía
- 1982. Dios te bendiga (Odeón del Perú)[3]

## Reconocimientos
- 1998. Palmas Magisteriales.[4]
- 2008. Personalidad Meritoria de la Cultura Peruana, de manera póstuma.[5]
- 2008. Su obra musical ha sido declarada Patrimonio Cultural de la Nación.[2]